# Абдул Рахман Баба
Абдул Рахман Баба (англ. Abdul Rahman Baba, нар. 2 липня 1994, Тамале) — ганський футболіст, лівий захисник клубу ПАОК та національної збірної Гани.

## Клубна кар'єра
Народився 2 липня 1994 року в місті Тамале. Вихованець футбольної школи клубу «Дрімс».
У дорослому футболі дебютував 2011 року виступами за «Асанте Котоко», з яким у сезоні 2011/12 став чемпіоном Гани, взявши участь у 25 матчах чемпіонату.
Влітку 2012 року Баба підписав п'ятирічний контракт з німецьким клубом «Гройтер». 19 серпня 2012 року він дебютував за новий клуб у матчі Кубку Німеччини проти «Кіккерса» з Оффенбаха (0:2), вийшовши на заміну на 58-й хвилині і отримавши червону картку. 25 вересня 2012 року Баба дебютував у Бундеслізі у домашньому матчі проти дюссельдорфської «Фортуни» (0:2). Всього в тому сезоні Баба зіграв у 20 матчах чемпіонату, але клуб зайняв 18 місце і вилетів до Другої бундесліги, де ганець ще рік грав з клубом. 11 серпня 2014 року, в останньому матчі за команду проти «Нюрнберга» (5:1), він забив свої перші два голи за «Гройтер Фюрт».
12 серпня 2014 року Баба перейшов в «Аугсбург» за 2,5 мільйона євро і відразу став основним гравцем команди, зігравши у 30 матчах чемпіонату і допоміг клубу зайняти 5 місце в чемпіонаті і вперше в історії вийти в єврокубки.
15 серпня 2015 року Баба підписав контракт з лондонським «Челсі», сума угоди склала 20 мільйонів євро.

## Виступи за збірні
Протягом 2010–2012 років залучався до складу молодіжної збірної Гани. На молодіжному рівні зіграв у 9 офіційних матчах, забив 1 гол.
10 вересня 2014 року дебютував в офіційних матчах у складі національної збірної Гани.
У складі збірної був учасником Кубка африканських націй 2015 року в Екваторіальній Гвінеї, де зіграв у 6 матчах і допоміг команді стати фіналістом турніру.
Наразі провів у формі головної команди країни 18 матчів.

## Титули і досягнення
- Чемпіон Гани (3):

Асанте Котоко: 2011-12
- Володар Кубка Греції (1):

ПАОК: 2020-21
- Срібний призер Кубка африканських націй: 2015